# Sinnonhyeon (métro de Séoul)
Sinnonhyeon (en coréen : 신논현역) est une station de correspondace entre la ligne 9 et la ligne ligne Sin Bundangdu métro de Séoul. Elle est située au 102 Bongeunsa-ro, quartier Nonhyeon-dong, dans l'arrondissement de Gangnam-gu, à Séoul en Corée du Sud.
Ouverte en 2009, comme terminus de la ligne 9, elle devient une station de passage en 2015, puis une station de correspondance avec la ligne Sin Bundang en 2022. Elle est desservie par les rames omnibus et express qui circulent sur la ligne 9 et les rames omnibus de la ligne Sin Bundan.

## Situation sur le réseau

Plan du réseau (2023)

La station Sinnonhyeon est une station de correspondance entre la ligne 9 et la ligne ligne Sin Bundangdu métro de Séoul :
sur la ligne 9, c'est une station souterraine située entre la station Sapyeong, en direction du terminus ouest Gaehwa, et la station Eonju, en direction du terminus est VHS Medical Center ;
sur la ligne Sin Bundang, c'est une station souterraine située entre la station Nonhyeon, en direction du terminus nord Sinsa, et la station Gangnam en direction du terminus sud Gwanggyo.

## Histoire
La station terminus provisoire Sinnonhyeon, de la ligne 9, est mise en service lors de l'ouverture à l'exploitation, le 24 juillet 2009, de la première section de la ligne 9, de Gaehwa à Sinnonhyeon.
Sinnonhyeon devient une station de passage lors du prolongement de La ligne 9 de Sinnonhyeon à Complex Sportif le 28 mars 2015 puis  elle est de nouveau prolongé jusqu'au terminus, actuel, VHS Medical Center le 1er décembre 2018.
Sinnonhyeon devient une station de correspondance le 28 mai 2022, lors de l'ouverture à l'exploitation du prolongement de la ligne Sin Bundang de Gangnam, ancien terminus nord, au nouveau terminus de Sinsa,.

## Services aux voyageurs

### Accès et accueil
Établie au 102 Bongeunsa-ro, quartier Nonhyeon-dong, dans l'arrondissement de Gangnam-gu. La station dispose de neuf bouches, numérotées de 1 à 9. Les stations sont situées au troisième (ligne 9) et sixième (ligne Sin Bundang) sous-sol. Pour les échanges entre la surface est les quatre sous-sol elle est équipée d'escaliers, d'escaliers mécaniques et d'ascenseurs. La billetterie dispose d'automates notamment pour les titres de transport et la recharge des cartes,.

### Desserte

#### Station ligne 9
Sinnonhyeon, est une station de la ligne 9, avec deux quais latéraux équipés de portes palières.

Installations ligne 9
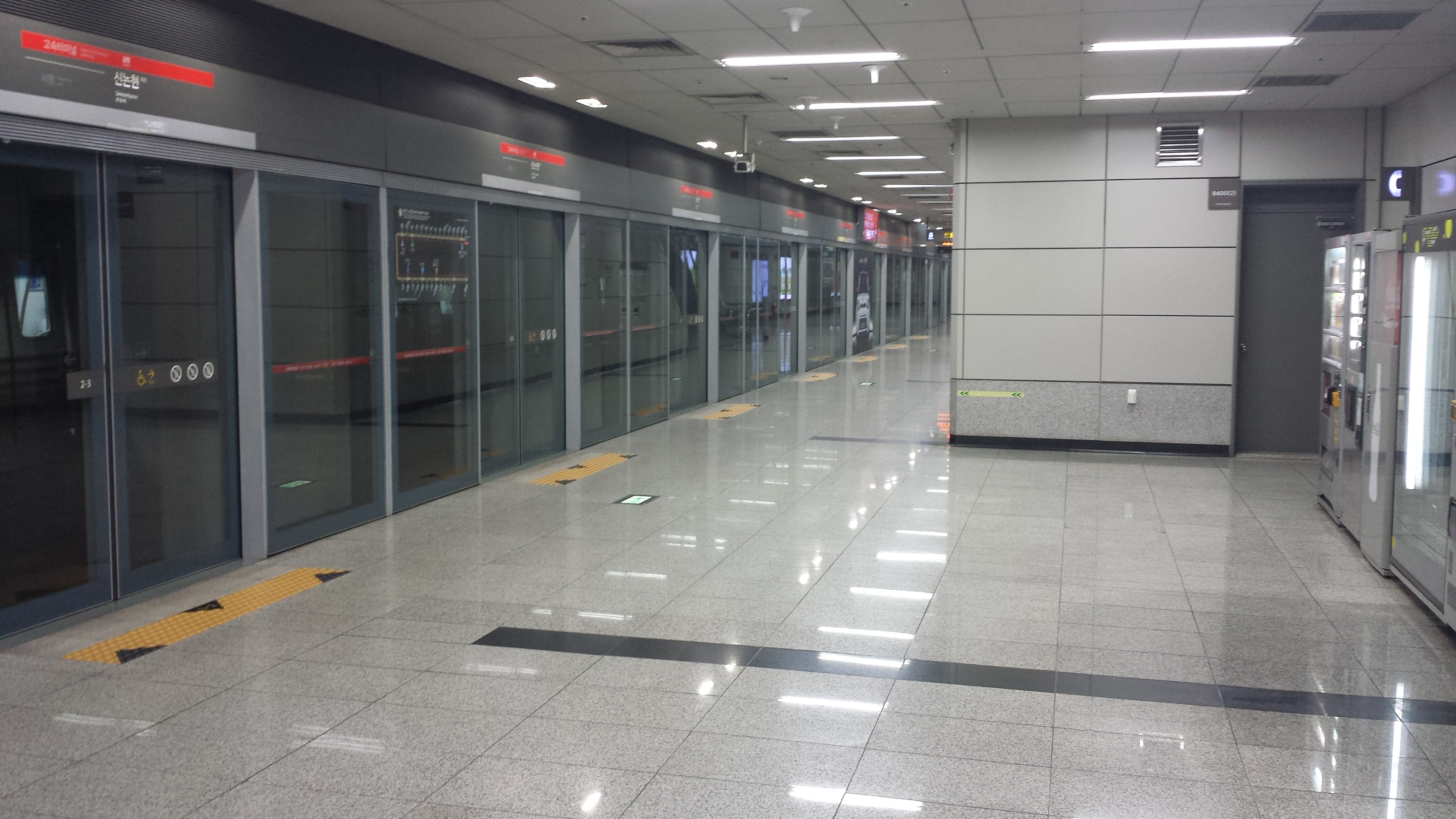
En 2014.
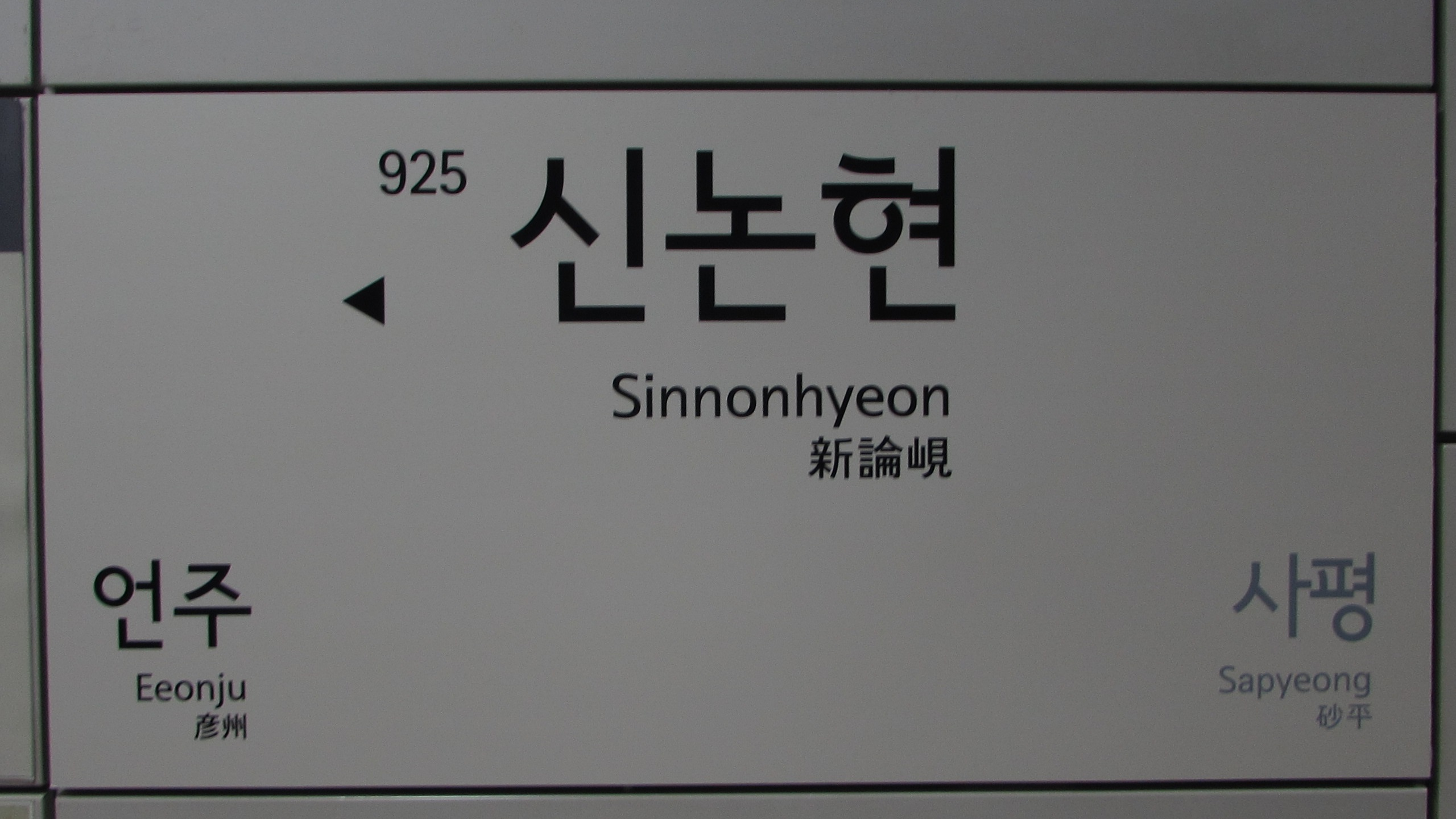
En 2015.
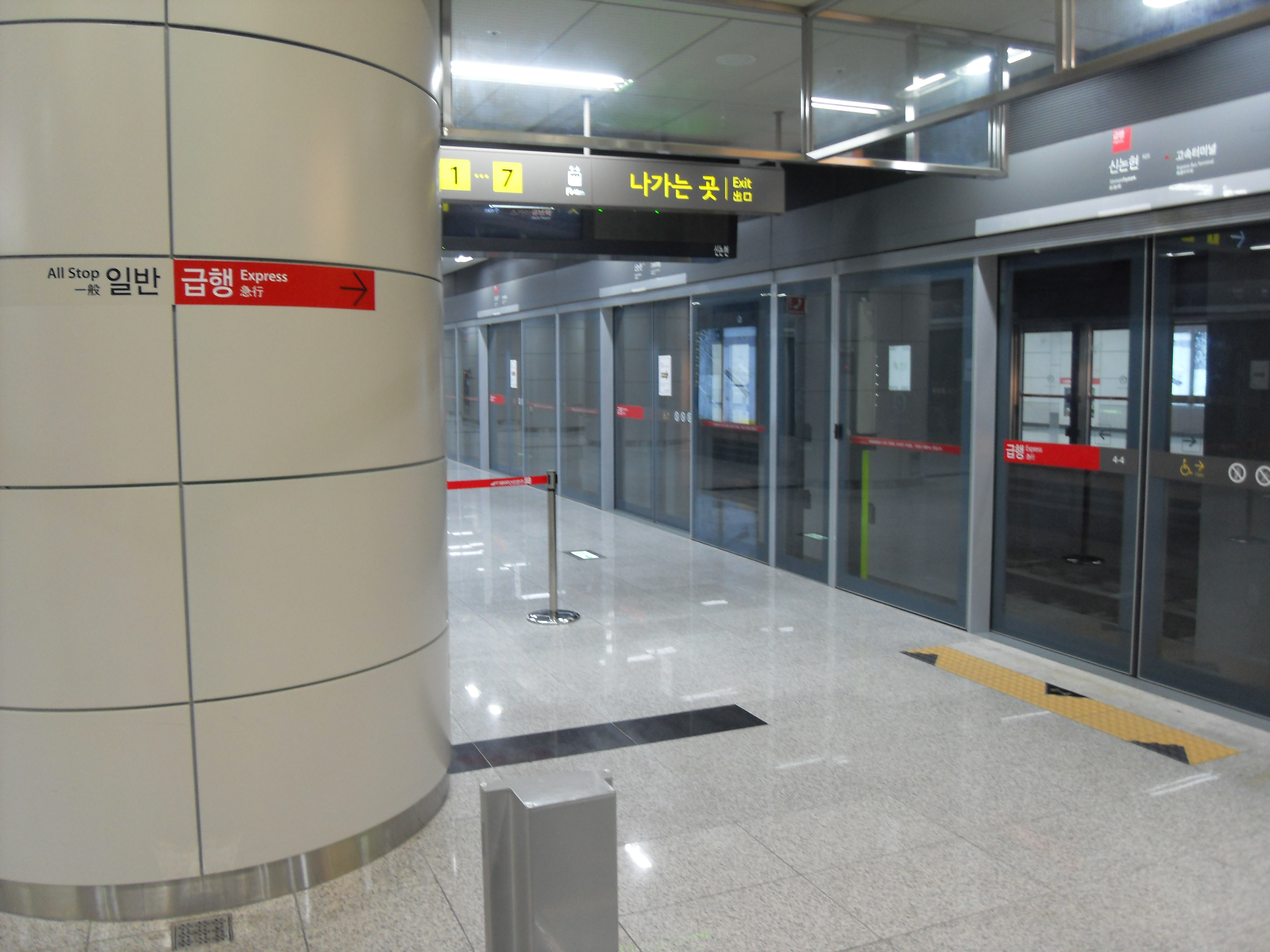
En 2009.

#### Station ligne Sin Bundang
Sinnonhyeon, est une station de la ligne Sin Bundang, avec deux quais latéraux équipés de portes palières.

Installations ligne Sin Bundang
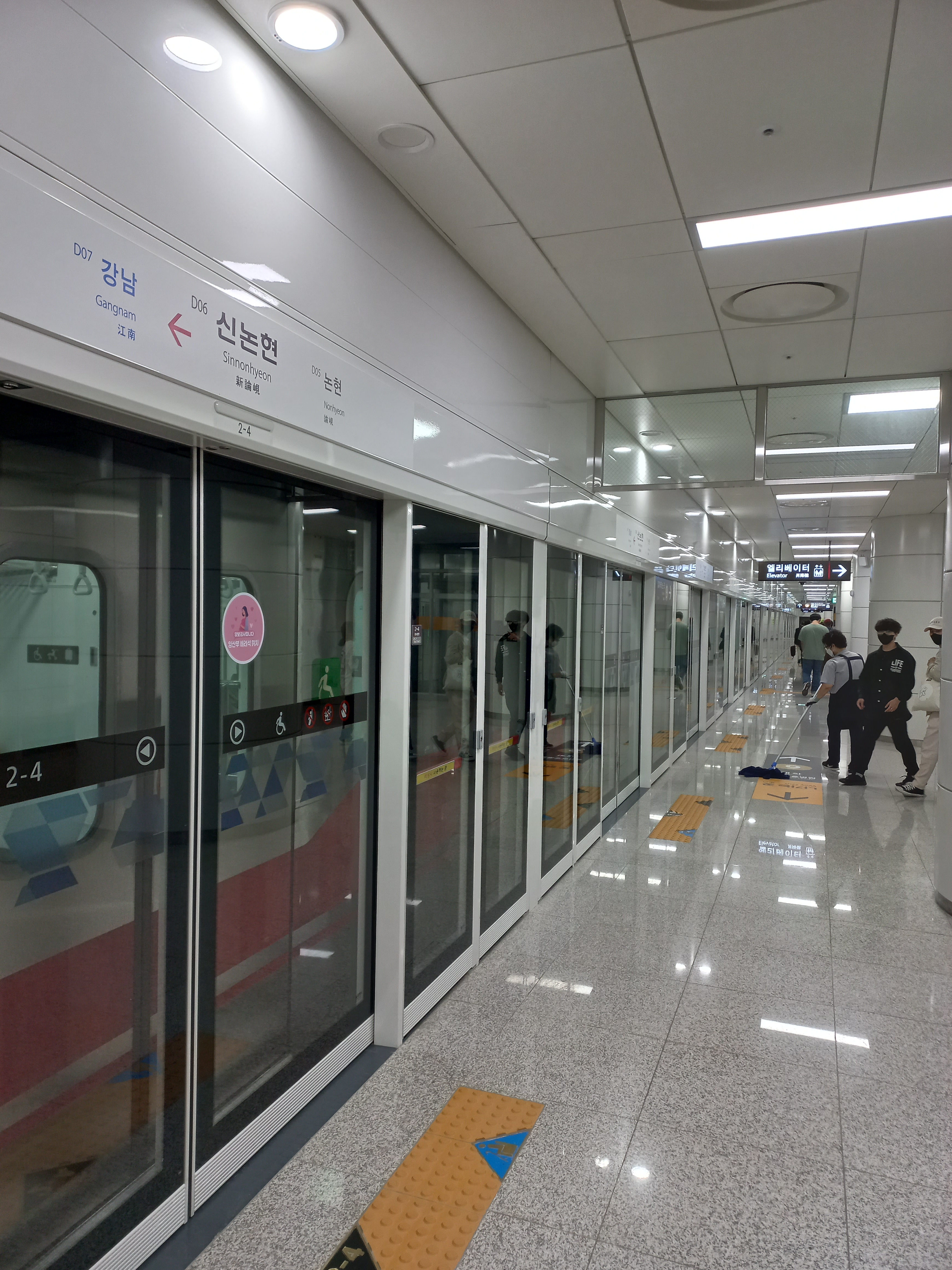
En 2022.
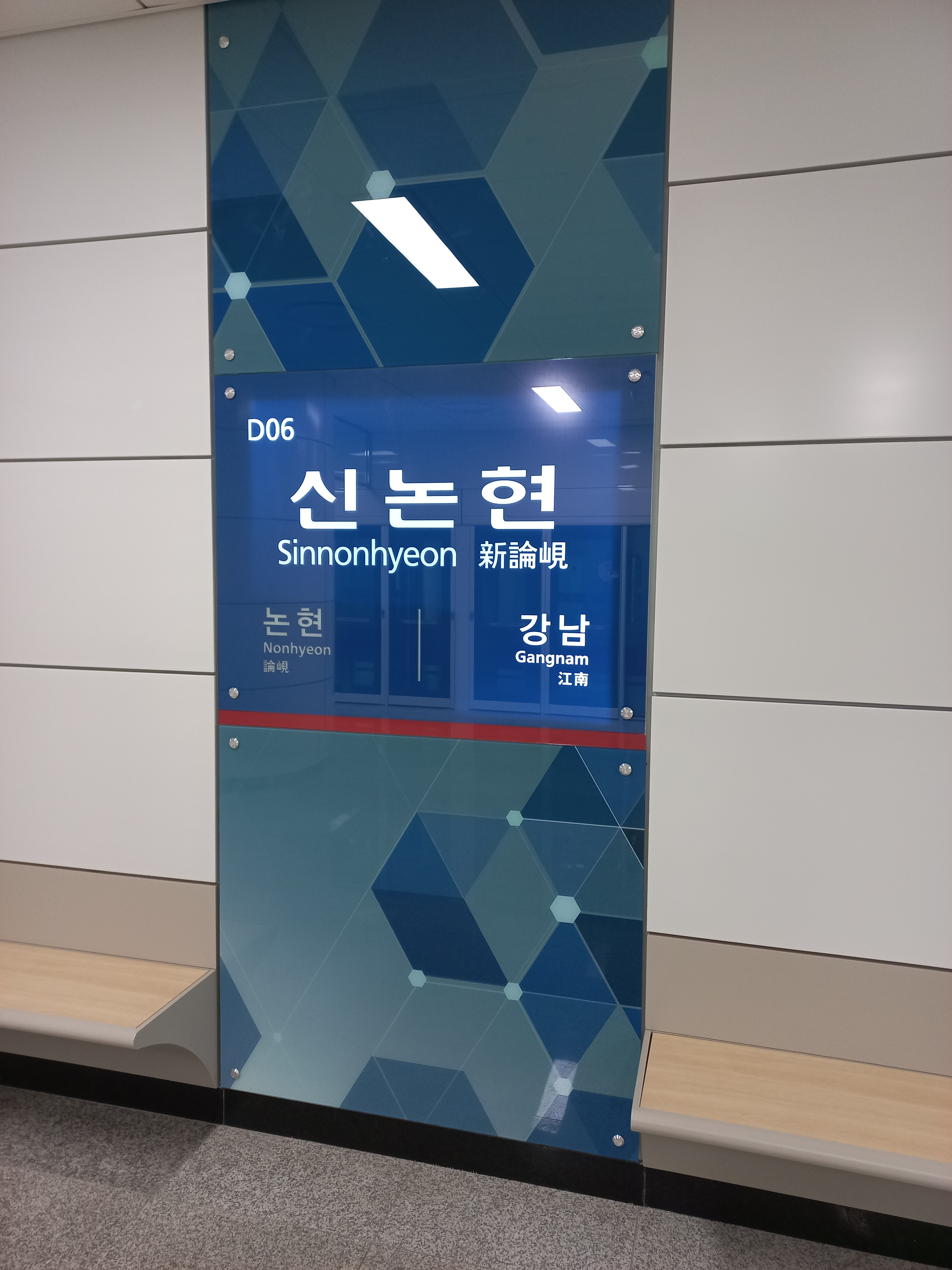
En 2022.
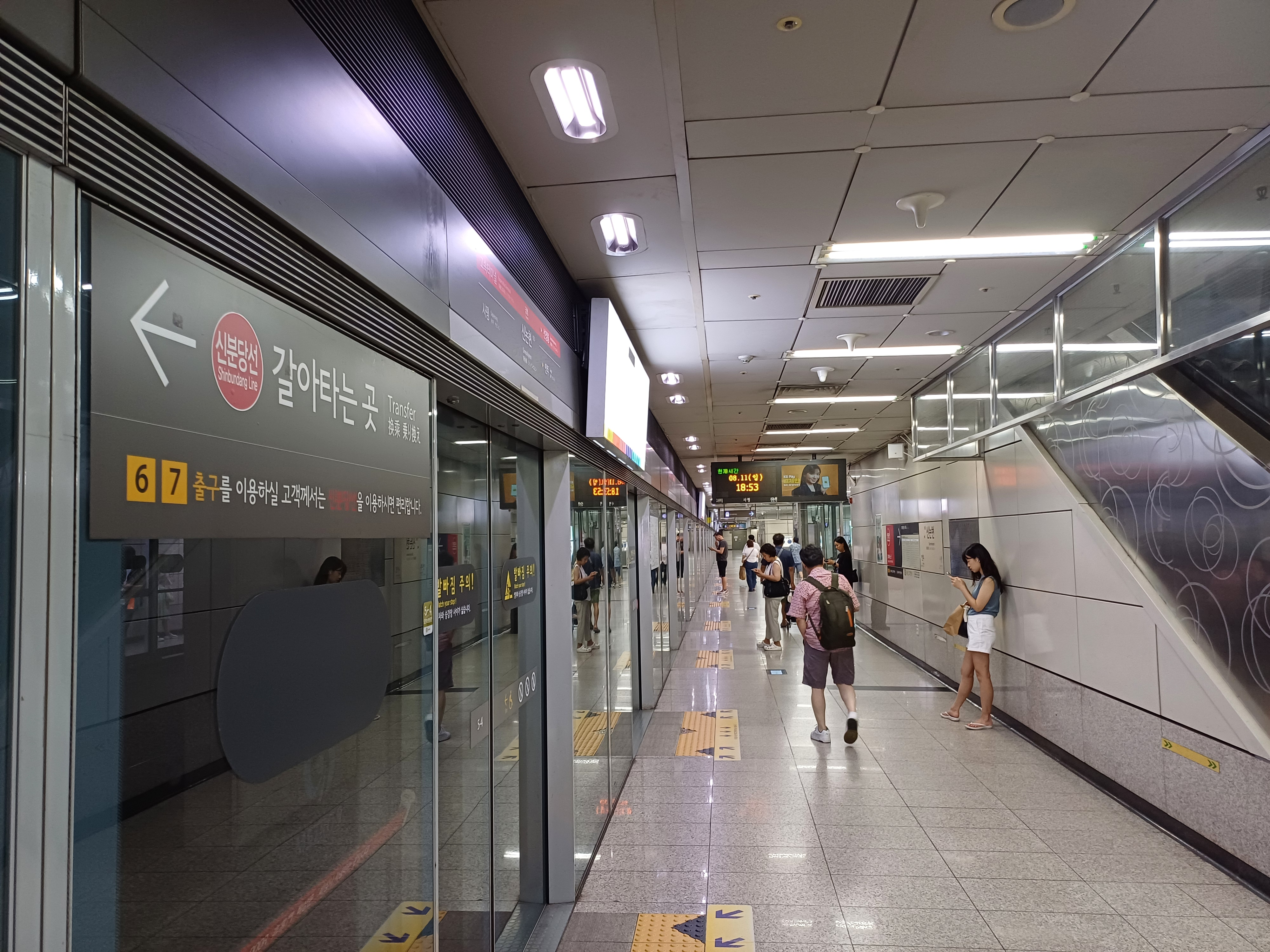
En 2022.

### Intermodalité
Des arrêts de bus sont situés à proximité des bouches du métro.

## À proximité
Notamment  la tour kyobo et des hôtes.